# I. e. 692
Évszázadok: i. e. 8. század – i. e. 7. század – i. e. 6. század
Évtizedek: i. e. 740-es évek – i. e. 730-as évek – i. e. 720-as évek – i. e. 710-es évek – i. e. 700-as évek – i. e. 690-es évek – i. e. 680-as évek – i. e. 670-es évek – i. e. 660-as évek – i. e. 650-es évek – i. e. 640-es évek
Évek: i. e. 697 – i. e. 696 – i. e. 695 – i. e. 694 –  i. e. 693 – i. e. 692 – i. e. 691 – i. e. 690 – i. e. 689 – i. e. 688 – i. e. 687

## Események
- A 22. olümpiai játékok

## Trónra lépések
- Babilon: Musézib-Marduk[1]
- Elám: III. Humban-nimena[1]

## Halálozások
- Kudur-Nahhunte elámi király[1]